# Georginio Wijnaldum
Georginio Gregion Emile Wijnaldum (Rotterdam, 11 november 1990) is een Nederlands profvoetballer die doorgaans als middenvelder speelt. Wijnaldum staat sinds september 2023 onder contract bij Al-Ettifaq. Hij debuteerde op 2 september 2011 in het Nederlands voetbalelftal.

## Jeugd
Wijnaldum kwam ter wereld als kind van ouders van Surinaamse afkomst. Hij stond in zijn jeugd bij de burgerlijke stand ingeschreven als Georginio Boateng, de achternaam van de voormalige echtgenoot van zijn moeder. Na de echtscheiding kreeg hij de achternaam van zijn moeder Wijnaldum. Wijnaldums jongere broer Giliano Wijnaldum en halfbroer Rajiv van La Parra zijn tevens profvoetballer. Ook zijn neef Royston Drenthe was een profvoetballer. Wijnaldum woonde een groot deel van zijn jeugd bij zijn oma in de Rotterdamse wijk Schiemond.
In 1997 ging hij op zevenjarige leeftijd voetballen bij Sparta. In 2004 maakte hij de overstap naar stadgenoot Feyenoord, waar hij zijn opleiding zou afronden.

## Clubcarrière

### Feyenoord
Wijnaldum kreeg begin januari 2007 als B-junior te horen dat hij met het eerste van Feyenoord mee mocht op trainingskamp in Turkije en voor deelname aan de EFES Pilsen Cup. Hij werd op 7 april 2007 toegevoegd aan de selectie van het eerste voor de competitiewedstrijd Feyenoord-FC Groningen, omdat Royston Drenthe en Danny Buijs geschorst waren en Sebastián Pardo, Theo Lucius en Nicky Hofs met blessures te kampen hadden. Wijnaldum maakte op 8 april 2007 onder coach Erwin Koeman zijn debuut in de Eredivisie. Deze wedstrijd eindigde in 0-4 voor FC Groningen. Hij was met 16 jaar en 148 dagen de jongste debutant ooit van Feyenoord. Na deze wedstrijd mocht hij de rest van het seizoen bij de selectie blijven. Door zijn goede optredens in een periode waarin Feyenoord als geheel slecht presteerde, kwam hij in de belangstelling te staan van onder meer Real Madrid, Liverpool, Chelsea en Everton.
Waar hij een stormachtig debuutjaar beleefde bij Feyenoord, begon het seizoen 2009/10 wat minder. Wijnaldum raakte geblesseerd aan het begin van het seizoen en keerde na zijn herstel niet terug in de basisploeg van de nieuwe trainer Mario Been. Door schorsingen van Sekou Cissé en Jon Dahl Tomasson kreeg Wijnaldum na enkele duels weer een kans. Als speler van Jong Oranje maakte Wijnaldum in een EK-kwalificatiewedstrijd tegen Jong Spanje op 17 november 2009 de 2-0 (eindstand: 2-1). Zelf zei Wijnaldum zich niet druk te maken om zijn wisselbeurten en bij Feyenoord nog genoeg te leren te hebben.
In 2010 stond de naam van Wijnaldum in de mondiale top honderd van grote talenten. Deze lijst, die door het Spaanse magazine Don Balón wordt gepubliceerd, bevat een verzameling van 's werelds grootste beloften van het moment. Op deze lijst stonden verder voetballers als Mario Balotelli, Alexandre Pato, Theo Walcott en de Nederlanders Luc Castaignos en Ricky van Wolfswinkel.

### PSV
Op 4 juli 2011 bereikte PSV een akkoord met Feyenoord, nadat ook FC Twente interesse had getoond in Wijnaldum. Met de transfer zou een bedrag van ongeveer vijf miljoen euro gemoeid zijn. Bij zijn afscheid doneerde Wijnaldum een substantieel bedrag aan de Vrienden van Feyenoord ter ondersteuning van de jeugdopleiding op Sportcomplex Varkenoord, als dank voor de genoten opleiding. Bij de perspresentatie poseerde hij met zijn oma, die Wijnaldums uitshirt toonde.
Wijnaldum debuteerde op donderdag 7 juli in het shirt van PSV tijdens een vriendschappelijke wedstrijd tegen FC Eindhoven. Hij viel in de tweede helft in en zag zijn ploeg met 2-1 winnen. Op woensdag 27 juli maakte hij in een wedstrijd tegen Nottingham Forest zijn eerste doelpunt. Wijnaldum scoorde die wedstrijd tweemaal. Op zondag 7 augustus 2011 maakte Wijnaldum zijn competitiedebuut voor PSV uit bij AZ (3-1 verlies). Exact twee weken later maakte hij zijn eerste competitiegoal in Eindhovense dienst. Uit bij ADO Den Haag maakte hij de 0–2 voor PSV in een met 0–3 gewonnen wedstrijd. Weer vier dagen later maakte hij ook zijn eerste PSV-goal in Europees verband. In een met 5–0 gewonnen wedstrijd tegen SV Ried, waarmee PSV zich kwalificeerde voor de Europa League, maakte Wijnaldum de 3-0.
In zijn eerste jaar bij PSV speelde Wijnaldum bijna alle wedstrijden. Hij werd, tot zijn eigen onvrede, meestal geposteerd als rechtsbuiten, daar zijn favoriete positie achter de spitsen veelal werd bezet door Ola Toivonen.
In zijn tweede seizoen gaf trainer Dick Advocaat aan dat hij Wijnaldum voornamelijk wilde gebruiken voor zijn favoriete positie achter de spits en dat hij hier de concurrentie aan moest gaan met Toivonen. Aan het begin van het seizoen bleek de voorkeur van Advocaat echter toch uit te gaan naar Toivonen, terwijl de nieuw gekomen Luciano Narsingh de positie op de rechterflank innam. Hierop belandde Wijnaldum op de bank. Zijn kansen keerden echter, toen Toivonen in oktober een zware blessure opliep bij het Zweeds voetbalelftal en de rest van het seizoen uitgeschakeld bleek.
Aan het begin van het seizoen 2013/14 maakte de nieuwe hoofdcoach Phillip Cocu bekend, dat Wijnaldum voorlopig de voorkeur kreeg boven Toivonen op het middenveld en dat hij hem tot aanvoerder had benoemd. Kort na het begin van de competitie liep hij een rugblessure op, waardoor hij na zes wedstrijden een tijd in de lappenmand belandde. Wijnaldums blessure kostte hem het grootste gedeelte van het seizoen 2013/2014, waarin hij uiteindelijk op elf competitiewedstrijden bleef steken.
Na zijn deelname aan het WK 2014, begon Wijnaldum weer fit aan het seizoen 2014/2015. Zijn contract bij PSV liep op dat moment nog één jaar. De club en hij verlengden zijn verbintenis in augustus 2014 vervolgens tot medio 2018. Wijnaldum behield de aanvoerdersband en speelde gedurende het seizoen 2014-2015 in op een na alle competitiewedstrijden. Na 31 speelronden in de Eredivisie was hij met PSV zeker van de titel en werd hij voor het eerst in zijn carrière landskampioen. Op de laatste speeldag maakte Wijnaldum zijn veertiende competitiedoelpunt van het seizoen en evenaarde hij zijn persoonlijke record (uit zowel 2011 als 2013). Een dag later riep dagblad de Telegraaf hem uit tot Speler van het Jaar.

### Newcastle United
Newcastle United maakte in juli 2015 bekend dat het geïnteresseerd was in Wijnaldum. PSV maakte op 11 juli 2015 bekend dat hij naar de Engelse club verkaste, waar hij een contract voor vijf jaar ondertekende. De transfersom zou ongeveer twintig miljoen euro bedragen en Wijnaldum zou omstreeks vijf miljoen euro per jaar gaan verdienen. Bij Newcastle United trof Wijnaldum de Nederlanders Tim Krul, Daryl Janmaat, Vurnon Anita en Siem de Jong. Daarnaast trof hij daar trainer Steve McClaren, die in een eerder stadium geprobeerd had hem naar FC Twente te halen. Wijnaldum maakte op zondag 9 augustus 2015 zijn officiële debuut voor Newcastle, als basisspeler tegen Southampton in de eerste speelronde van de Premier League seizoen 2015/16. Die dag maakte hij ook zijn eerste officiële doelpunt voor de club. Hij bracht Newcastle in de 48ste minuut met een kopbal met 2-1 voor. De wedstrijd eindigde in 2-2. Wijnaldum maakte op 18 oktober 2015 vier doelpunten in één wedstrijd voor Newcastle United. Tijdens een met 6-2 gewonnen competitiewedstrijd thuis tegen Norwich City zorgde hij voor zowel de 1-0, de 2-1, de 5-2 als de 6-2. Wijnaldum sloot zijn eerste jaar bij Newcastle United af met degradatie naar de Championship. Nadat directe concurrent Sunderland op 11 mei 2016 won van Everton werd het voor Newcastle één speelronde voor het einde van de competitie onmogelijk om nog boven de degradatiestreep te komen.

### Liverpool

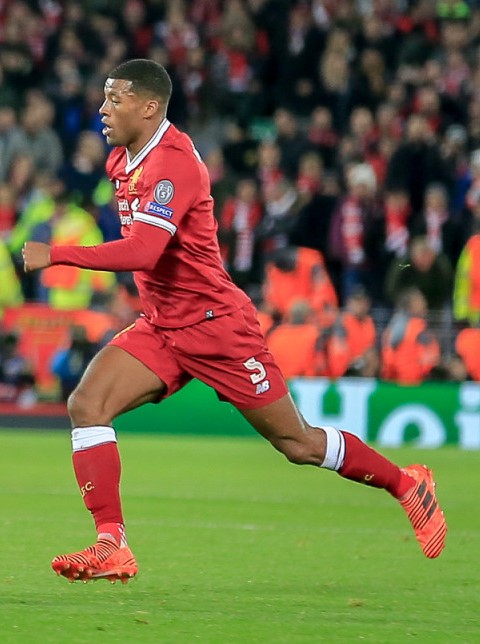
Wijnaldum in actie voor Liverpool in een Champions League-wedstrijd tegen Spartak Moskou (2017).

Wijnaldum tekende in juli 2016 een contract tot medio 2021 bij Liverpool, de nummer acht van de Premier League in het voorgaande seizoen. Het betaalde circa 30 miljoen euro voor hem aan Newcastle United. Coach Jürgen Klopp maakte hem meteen basisspeler. Wijnaldum maakte op 14 augustus 2016 zijn debuut voor Liverpool, in een met 4-3 gewonnen wedstrijd tegen Arsenal. De achtste speelronde in de Premier League werd de eerste wedstrijd waarin Wijnaldum niet in actie kwam. Hij kwam de weken daarna wel weer in actie, maar als invaller. Wijnaldum maakte zijn eerste goal voor Liverpool in een wedstrijd tegen Watford. Hij kwam er in de 63ste minuut in voor Sadio Mané en maakte de 6-1 in de 91ste minuut. Daardoor kreeg hij weer een basisplaats bij Liverpool en scoorde hij weer op oudjaarsdag tegen Manchester City. Zijn goal in de achtste minuut bleef de enige in de wedstrijd. Ook scoorde hij op de laatste dag van januari tegen uiteindelijk kampioen Chelsea. Wijnaldum maakte ook tegen Arsenal het beslissende doelpunt (3-1) en een week later op Anfield tegen Burnley de 1-1. Liverpool won met 2-1. Ook op de slotdag van het seizoen maakte Wijnaldum de openingsgoal tegen Middlesbrough.
Wijnaldum maakte in het seizoen 2017/18 zijn Champions League-debuut voor Liverpool, op 13 september 2017. Er werd die dag met 2-2 gelijkgespeeld tegen Sevilla FC. Dit was voor Liverpool de eerste deelname aan het toernooi sinds het seizoen 2014/15. Het leidde voor het eerst sinds 2006/07 tot de finale. Wijnaldum scoorde in de halve finale uit bij AS Roma. De finale ging met 3-1 verloren tegen Real Madrid.
Wijnaldum bereikte in het seizoen 2018/19 voor het tweede jaar op rij de finale van de Champions League met Liverpool. Hij was in de halve finale tegen FC Barcelona met twee doelpunten medeverantwoordelijk voor een 4-0 thuisoverwinning. Dit resultaat was precies genoeg nadat de eerste wedstrijd met 3-0 verloren ging in Spanje. Liverpool kwam deze keer wel als winnaar uit de finale door Tottenham Hotspur met 2-0 te verslaan. Wijnaldum had een basisplaats.
In het seizoen 2019/20 had Wijnaldum weer een vaste basisplaats. Ondanks een competitie-stop van 3 maanden door het covid-19 virus, werd Liverpool alsnog na 31 competitieduels landskampioen van Engeland. Op 25 Juni 2020 pakte Liverpool voor de 19de keer het Engels landskampioenschap doordat nummer 2 Manchester City met 2-1 verloor van Chelsea. Zelf won Liverpool de dag ervoor met 4-0 tegen Crystal Palace.
Op de laatste speeldag van seizoen 2020/21 stelde Wijnaldum met Liverpool kwalificatie voor de UEFA Champions League veilig. In de met 2-0 gewonnen wedstrijd kreeg Wijnaldum een erehaag nadat bekend was geworden dat hij zijn aflopende contract niet zou verlengen. Hierdoor vertrok Wijnaldum na vijf seizoenen bij The Reds.

### Paris Saint-Germain
Gedurende de voorbereidingen op het EK voetbal in 2021 werd bekend dat Wijnaldum in de zomer van 2021 de overstap zou maken naar het Franse Paris Saint-Germain. Tot en met oktober kreeg hij niet veel speeltijd bij PSG. Op 3 november 2021 maakte hij zijn eerste twee doelpunten voor PSG in het Champions League-duel tegen RB Leipzig (2-2 gelijkspel).

### AS Roma
In het seizoen 2022/23 werd Wijnaldum voor een seizoen verhuurd aan AS Roma. In zijn eerste wedstrijd moest hij echter vroegtijdig het veld verlaten door een scheenbeenbreuk. Daardoor miste hij niet alleen de eerste seizoenshelft, ook het WK in Qatar ging aan hem voorbij. Op 11 februari 2023 maakte hij zijn rentree voor Roma. Op 12 maart maakte hij tegen US Sassuolo (3-4 nederlaag) zijn eerste goal voor Roma. Op 2 april was hij met een goal en een assist tegen UC Sampdoria belangrijk voor Roma. Zijn optie om over te kopen van PSG, was te gortig voor Roma, waardoor hij aan het einde van het seizoen weer terugkeerde bij PSG. 

## Clubstatistieken
| Seizoen | Club             | Competitie     | Competitie | Competitie | Beker | Beker | Internationaal | Internationaal | Overig | Overig | Totaal | Totaal |
| Seizoen | Club             | Competitie     | Wed.       | Dlp.       | Wed.  | Dlp.  | Wed.           | Dlp.           | Wed.   | Dlp.   | Wed.   | Dlp.   |
| ------- | ---------------- | -------------- | ---------- | ---------- | ----- | ----- | -------------- | -------------- | ------ | ------ | ------ | ------ |
| 2006/07 | Feyenoord        | Eredivisie     | 3          | 0          | 0     | 0     | 0              | 0              | 0      | 0      | 3      | 0      |
| 2007/08 | Feyenoord        | Eredivisie     | 10         | 1          | 2     | 0     | 0              | 0              | 0      | 0      | 12     | 1      |
| 2008/09 | Feyenoord        | Eredivisie     | 33         | 4          | 3     | 0     | 6              | 1              | 3      | 0      | 45     | 5      |
| 2009/10 | Feyenoord        | Eredivisie     | 31         | 4          | 7     | 1     | 0              | 0              | 0      | 0      | 38     | 5      |
| 2010/11 | Feyenoord        | Eredivisie     | 34         | 14         | 1     | 0     | 2              | 0              | 0      | 0      | 37     | 14     |
| 2011/12 | PSV              | Eredivisie     | 32         | 9          | 6     | 2     | 12             | 4              | 0      | 0      | 50     | 15     |
| 2012/13 | PSV              | Eredivisie     | 33         | 14         | 6     | 1     | 5              | 4              | 1      | 1      | 45     | 20     |
| 2013/14 | PSV              | Eredivisie     | 11         | 4          | 0     | 0     | 4              | 0              | 0      | 0      | 15     | 4      |
| 2013/14 | Jong PSV         | Eerste divisie | 2          | 2          | 0     | 0     | 0              | 0              | 0      | 0      | 2      | 2      |
| 2014/15 | PSV              | Eredivisie     | 33         | 14         | 3     | 2     | 8              | 2              | 0      | 0      | 44     | 18     |
| 2015/16 | Newcastle United | Premier League | 38         | 11         | 2     | 0     | 0              | 0              | 0      | 0      | 40     | 11     |
| 2016/17 | Liverpool        | Premier League | 36         | 6          | 6     | 0     | 0              | 0              | 0      | 0      | 42     | 6      |
| 2017/18 | Liverpool        | Premier League | 33         | 1          | 3     | 0     | 14             | 1              | 0      | 0      | 50     | 2      |
| 2018/19 | Liverpool        | Premier League | 35         | 3          | 0     | 0     | 12             | 2              | 0      | 0      | 47     | 5      |
| 2019/20 | Liverpool        | Premier League | 37         | 4          | 0     | 0     | 8              | 2              | 2      | 0      | 47     | 6      |
| 2020/21 | Liverpool        | Premier League | 38         | 2          | 3     | 1     | 9              | 0              | 1      | 0      | 51     | 3      |
| 2021/22 | PSG              | Ligue 1        | 31         | 1          | 1     | 0     | 5              | 2              | 1      | 0      | 38     | 3      |
| 2022/23 | → AS Roma        | Serie A        | 14         | 2          | 0     | 0     | 9              | 0              | 0      | 0      | 23     | 2      |
| 2023/24 | Al-Ettifaq       | Pro League     | 29         | 6          | 2     | 1     | 0              | 0              | 0      | 0      | 31     | 7      |
| Totaal  | Totaal           | Totaal         | 513        | 102        | 45    | 8     | 94             | 18             | 8      | 1      | 660    | 129    |

Bijgewerkt op 30 mei 2024.

## Interlandcarrière

### Nederland –17

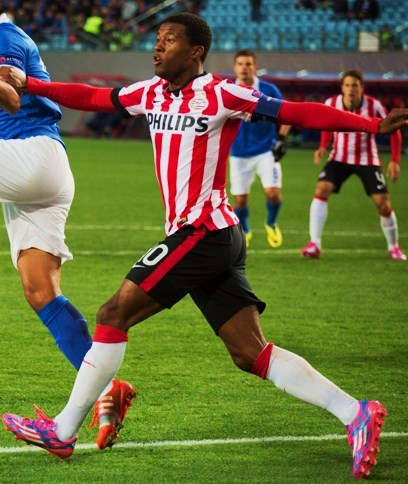
Wijnaldum tijdens een Europa League-wedstrijd bij Dinamo Moskou in oktober 2014.

Wijnaldum was in 2007 met Nederland onder 17 actief op het Europees kampioenschap voor spelers onder 17 jaar in België. Samen met onder andere Leroy Fer, Género Zeefuik en Daley Blind wist Nederland te winnen van IJsland (3-0) en gelijk te spelen tegen België (2-2). Het team verloor met 3-2 van Engeland, waardoor Nederland bleef steken in de groepsfase en zich niet plaatste voor het WK onder 17.

### Nederland
Johan Neeskens riep Wijnaldum op 12 november 2008 op om een oefeninterland te spelen voor Nederland B. Hij moest zich echter afmelden wegens een enkelblessure. Bondscoach Bert van Marwijk riep Wijnaldum op 30 mei 2011 voor het eerst op voor het Nederlands voetbalelftal. Hij was bij een oefentrip van Oranje naar Zuid-Amerika de vervanger van Wesley Snijder. Wijnaldum debuteerde tijdens die oefentrip niet.
Zijn debuut volgde op vrijdag 2 september 2011. Van Marwijk bracht hem toe in de 86e minuut in het veld als vervanger voor Kevin Strootman in een kwalificatiewedstrijd voor het Europees kampioenschap voetbal 2012 thuis tegen San Marino. Vier minuten later maakte hij zijn eerste doelpunt voor Oranje, de laatste goal in een recordoverwinning van 11–0. Wijnaldum was een van de afvallers bij de eerste schifting die Van Marwijk maakte voor het EK 2012.
Tijdens de in 2012 en 2013 gespeelde kwalificatiewedstrijden voor het WK 2014 speelde hij nog voor Oranje onder 21 en dus nog niet voor het Nederlands elftal. Hoewel hij tot op dat moment alleen nog maar enkele oefeninterlands had gespeeld, werd hij op 5 mei 2014 door Louis Van Gaal opgeroepen voor een trainingsstage in Hoenderloo, ter voorbereiding op het wereldkampioenschap. Hij had tijdens het WK een basisplaats tegen Chili, Mexico, Costa Rica, Argentinië en Brazilië. Tijdens de met 0–3 gewonnen troostfinale tegen Brazilië maakte hij het derde doelpunt. Na dit WK zou Wijnaldum een vaste waarde blijven in het elftal.
Wijnaldum was ook international onder bondscoach Guus Hiddink. In een EK-kwalificatiewedstrijd tegen Letland kwam hij er in de 63ste minuut in voor van Persie en scoorde hij vier minuten later. De wedstrijd eindigde in 2–0. Wijnaldum scoorde in dezelfde kwalificatiereeks ook tegen Kazachstan. Die wedstrijd werd het 2–1 voor Nederland. Het lukte Nederland niet om zich te kwalificeren voor het EK 2016.
Wijnaldum maakte de 2–1 in een oefeninterland tegen Polen, ook de uiteindelijke uitslag van de wedstrijd. Drie dagen later scoorde hij weer, in een oefeninterland tegen Oostenrijk. Wijnaldum maakte de 2–0, opnieuw de eindstand van de wedstrijd. Wijnaldum maakte op 1 september 2016 zijn zevende goal voor 'Oranje', het openingsdoelpunt in een wedstrijd tegen Griekenland die met 2–1 werd verloren. In een wedstrijd voor kwalificatie voor het WK 2018 maakte Wijnaldum tegen Luxemburg de 3–0. Het werd 5–0. Het lukte Nederland niet om zich te kwalificeren voor het eindtoernooi.
Tijdens de in 2018 en 2019 gespeelde eerste editie van de UEFA Nations League speelde Wijnaldum alle wedstrijden, inclusief de verloren finale tegen Portugal. Lange tijd kwam Wijnaldum in Oranje minder goed uit de verf dan bij zijn club in de Premier League. Mede doordat hij sinds september 2018 structureel werd ingezet als aanvallende middenvelder, presteerde hij ook in Oranje steeds beter. Wijnaldum was op 19 november 2019 voor het eerst aanvoerder van het Nederlands elftal. Dat won die dag de laatste kwalificatiewedstrijd voor het EK 2020 met 5–0 van Estland. Hij maakte daarbij voor het eerst een hattrick voor Oranje. Hij scoorde eerder in diezelfde kwalificatiereeks ook thuis tegen Wit-Rusland, uit tegen Duitsland, uit tegen Estland en twee keer uit tegen Wit-Rusland.
Wijnaldum maakte het eerste Nederlandse doelpunt tijdens het EK 2020 (gespeeld in 2021), de 1-0 tegen Oekraïne. In de derde groepswedstrijd tegen Noord-Macedonië maakte hij twee treffers (eindstand 0–3).
Wegens gebrek aan vorm, weinig speelminuten bij PSG en een scheenbeenbreuk raakte Wijnaldum in 2022 onder Louis van Gaal zijn plaats in de Oranje-selectie kwijt en miste hiermee ook het WK 2022 in Qatar. In 2024 keerde hij onder Ronald Koeman weer terug in Oranje en was hij onderdeel van de definitieve selectie van het Nederlands elftal voor het EK 2024 in Duitsland. Nederland overleefde een groep met Polen, Frankrijk en Oostenrijk en schakelde vervolgens Roemenië en Turkije uit, voordat het in de halve finales met 2–1 verloor van Engeland. Wijnaldum kwam in alle groepswedstrijden in actie als invaller.
| Interlands van Georginio Wijnaldum voor Nederland | Interlands van Georginio Wijnaldum voor Nederland | Interlands van Georginio Wijnaldum voor Nederland | Interlands van Georginio Wijnaldum voor Nederland | Interlands van Georginio Wijnaldum voor Nederland | Interlands van Georginio Wijnaldum voor Nederland |
| No.                                               | Datum                                             | Wedstrijd                                         | Uitslag                                           | Competitie                                        | Goals                                             |
| ------------------------------------------------- | ------------------------------------------------- | ------------------------------------------------- | ------------------------------------------------- | ------------------------------------------------- | ------------------------------------------------- |
|                                                   |                                                   |                                                   |                                                   |                                                   |                                                   |
| Als speler bij PSV                                | Als speler bij PSV                                | Als speler bij PSV                                | Als speler bij PSV                                | Als speler bij PSV                                | 3                                                 |
| 1.                                                | 2 september 2011                                  | Nederland – San Marino                            | 11 – 0                                            | Kwalificatie EK 2012                              | 90'                                               |
| 2.                                                | 15 november 2011                                  | Duitsland – Nederland                             | 3 – 0                                             | Vriendschappelijk                                 |                                                   |
| 3.                                                | 14 augustus 2013                                  | Portugal – Nederland                              | 1 – 1                                             | Vriendschappelijk                                 |                                                   |
| 4.                                                | 17 mei 2014                                       | Nederland – Ecuador                               | 1 – 1                                             | Vriendschappelijk                                 |                                                   |
| 5.                                                | 4 juni 2014                                       | Nederland – Wales                                 | 2 – 0                                             | Vriendschappelijk                                 |                                                   |
| 6.                                                | 13 juni 2014                                      | Spanje – Nederland                                | 1 – 5                                             | WK 2014                                           |                                                   |
| 7.                                                | 18 juni 2014                                      | Australië – Nederland                             | 2 – 3                                             | WK 2014                                           |                                                   |
| 8.                                                | 23 juni 2014                                      | Nederland – Chili                                 | 2 – 0                                             | WK 2014                                           |                                                   |
| 9.                                                | 29 juni 2014                                      | Nederland – Mexico                                | 2 – 1                                             | WK 2014                                           |                                                   |
| 10.                                               | 5 juli 2014                                       | Nederland – Costa Rica                            | 0 – 0 (4 – 3 n.s.)                                | WK 2014                                           |                                                   |
| 11.                                               | 9 juli 2014                                       | Argentinië – Nederland                            | 0 – 0 (4 – 2 n.s.)                                | WK 2014                                           |                                                   |
| 12.                                               | 12 juli 2014                                      | Brazilië – Nederland                              | 0 – 3                                             | WK 2014                                           | 90+1'                                             |
| 13.                                               | 4 september 2014                                  | Italië – Nederland                                | 2 – 0                                             | Vriendschappelijk                                 |                                                   |
| 14.                                               | 9 september 2014                                  | Tsjechië – Nederland                              | 2 – 1                                             | Kwalificatie EK 2016                              |                                                   |
| 15.                                               | 12 november 2014                                  | Nederland – Mexico                                | 2 – 3                                             | Vriendschappelijk                                 |                                                   |
| 16.                                               | 16 november 2014                                  | Nederland – Letland                               | 6 – 0                                             | Kwalificatie EK 2016                              |                                                   |
| 17.                                               | 28 maart 2015                                     | Nederland – Turkije                               | 1 – 1                                             | Kwalificatie EK 2016                              |                                                   |
| 18.                                               | 31 maart 2015                                     | Nederland – Spanje                                | 2 – 0                                             | Vriendschappelijk                                 |                                                   |
| 19.                                               | 5 juni 2015                                       | Nederland – Verenigde Staten                      | 3 – 4                                             | Vriendschappelijk                                 |                                                   |
| 20.                                               | 12 juni 2015                                      | Letland – Nederland                               | 0 – 2                                             | Kwalificatie EK 2016                              | 67'                                               |
| Als speler bij Newcastle United FC                | Als speler bij Newcastle United FC                | Als speler bij Newcastle United FC                | Als speler bij Newcastle United FC                | Als speler bij Newcastle United FC                | 3                                                 |
| 21.                                               | 3 september 2015                                  | Nederland – IJsland                               | 0 – 1                                             | Kwalificatie EK 2016                              |                                                   |
| 22.                                               | 6 september 2015                                  | Turkije – Nederland                               | 3 – 0                                             | Kwalificatie EK 2016                              |                                                   |
| 23.                                               | 10 oktober 2015                                   | Kazachstan – Nederland                            | 1 – 2                                             | Kwalificatie EK 2016                              | 33'                                               |
| 24.                                               | 13 oktober 2015                                   | Nederland – Tsjechië                              | 2 – 3                                             | Kwalificatie EK 2016                              |                                                   |
| 25.                                               | 13 november 2015                                  | Wales – Nederland                                 | 2 – 3                                             | Vriendschappelijk                                 |                                                   |
| 26.                                               | 25 maart 2016                                     | Nederland – Frankrijk                             | 2 – 3                                             | Vriendschappelijk                                 |                                                   |
| 27.                                               | 29 maart 2016                                     | Engeland – Nederland                              | 1 – 2                                             | Vriendschappelijk                                 |                                                   |
| 28.                                               | 27 mei 2016                                       | Ierland – Nederland                               | 1 – 1                                             | Vriendschappelijk                                 |                                                   |
| 29.                                               | 1 juni 2016                                       | Polen – Nederland                                 | 1 – 2                                             | Vriendschappelijk                                 | 76'                                               |
| 30.                                               | 4 juni 2016                                       | Oostenrijk – Nederland                            | 0 – 2                                             | Vriendschappelijk                                 | 66'                                               |
| Als speler bij Liverpool FC                       | Als speler bij Liverpool FC                       | Als speler bij Liverpool FC                       | Als speler bij Liverpool FC                       | Als speler bij Liverpool FC                       | 19                                                |
| 31.                                               | 1 september 2016                                  | Nederland – Griekenland                           | 1 – 2                                             | Vriendschappelijk                                 | 14'                                               |
| 32.                                               | 6 september 2016                                  | Zweden – Nederland                                | 1 – 1                                             | Kwalificatie WK 2018                              |                                                   |
| 33.                                               | 7 oktober 2016                                    | Nederland – Wit-Rusland                           | 4 – 1                                             | Kwalificatie WK 2018                              |                                                   |
| 34.                                               | 10 oktober 2016                                   | Nederland – Frankrijk                             | 0 – 1                                             | Kwalificatie WK 2018                              |                                                   |
| 35.                                               | 9 november 2016                                   | Nederland – België                                | 1 – 1                                             | Vriendschappelijk                                 |                                                   |
| 36.                                               | 13 november 2016                                  | Luxemburg – Nederland                             | 1 – 3                                             | Kwalificatie WK 2018                              |                                                   |
| 37.                                               | 25 maart 2017                                     | Bulgarije – Nederland                             | 2 – 0                                             | Kwalificatie WK 2018                              |                                                   |
| 38.                                               | 28 maart 2017                                     | Nederland – Italië                                | 1 – 2                                             | Vriendschappelijk                                 |                                                   |
| 39.                                               | 4 juni 2017                                       | Nederland – Ivoorkust                             | 5 – 0                                             | Vriendschappelijk                                 |                                                   |
| 40.                                               | 9 juni 2017                                       | Nederland – Luxemburg                             | 5 – 0                                             | Kwalificatie WK 2018                              | 62'                                               |
| 41.                                               | 31 augustus 2017                                  | Frankrijk – Nederland                             | 4 – 0                                             | Kwalificatie WK 2018                              |                                                   |
| 42.                                               | 3 september 2017                                  | Nederland – Bulgarije                             | 3 – 1                                             | Kwalificatie WK 2018                              |                                                   |
| 43.                                               | 7 oktober 2017                                    | Wit-Rusland – Nederland                           | 1 – 3                                             | Kwalificatie WK 2018                              |                                                   |
| 44.                                               | 10 oktober 2017                                   | Nederland – Zweden                                | 2 – 0                                             | Kwalificatie WK 2018                              |                                                   |
| 45.                                               | 9 november 2017                                   | Schotland – Nederland                             | 0 – 1                                             | Vriendschappelijk                                 |                                                   |
| 46.                                               | 23 maart 2018                                     | Nederland – Engeland                              | 0 – 1                                             | Vriendschappelijk                                 |                                                   |
| 47.                                               | 26 maart 2018                                     | Portugal – Nederland                              | 0 – 3                                             | Vriendschappelijk                                 |                                                   |
| 48.                                               | 4 juni 2018                                       | Italië – Nederland                                | 1 – 1                                             | Vriendschappelijk                                 |                                                   |
| 49.                                               | 6 september 2018                                  | Nederland – Peru                                  | 2 – 1                                             | Vriendschappelijk                                 |                                                   |
| 50.                                               | 9 september 2018                                  | Frankrijk – Nederland                             | 2 – 1                                             | UEFA Nations League 2018/19                       |                                                   |
| 51.                                               | 13 oktober 2018                                   | Nederland – Duitsland                             | 3 – 0                                             | UEFA Nations League 2018/19                       | 90+3'                                             |
| 52.                                               | 16 november 2018                                  | Nederland – Frankrijk                             | 2 – 0                                             | UEFA Nations League 2018/19                       | 44'                                               |
| 53.                                               | 19 november 2018                                  | Duitsland – Nederland                             | 2 – 2                                             | UEFA Nations League 2018/19                       |                                                   |
| 54.                                               | 21 maart 2019                                     | Nederland – Wit-Rusland                           | 4 – 0                                             | EK-kwalificatie 2020                              | 21'                                               |
| 55.                                               | 24 maart 2019                                     | Nederland – Duitsland                             | 2 – 3                                             | EK-kwalificatie 2020                              |                                                   |
| 56.                                               | 6 juni 2019                                       | Nederland – Engeland                              | 3 – 1                                             | UEFA Nations League 2018/19                       |                                                   |
| 57.                                               | 9 juni 2019                                       | Portugal – Nederland                              | 1 – 0                                             | UEFA Nations League 2018/19                       |                                                   |
| 58.                                               | 6 september 2019                                  | Duitsland – Nederland                             | 2 – 4                                             | Kwalificatie EK 2020                              | 90'                                               |
| 59.                                               | 9 september 2019                                  | Estland – Nederland                               | 0 – 4                                             | Kwalificatie EK 2020                              | 87'                                               |
| 60.                                               | 10 oktober 2019                                   | Nederland – Noord-Ierland                         | 3 – 1                                             | Kwalificatie EK 2020                              |                                                   |
| 61.                                               | 13 oktober 2019                                   | Wit-Rusland – Nederland                           | 1 – 2                                             | Kwalificatie EK 2020                              | 32' 41'                                           |
| 62.                                               | 19 november 2019                                  | Nederland – Estland                               | 5 – 0                                             | Kwalificatie EK 2020                              | 6' 66' 78'                                        |
| 63.                                               | 4 september 2020                                  | Nederland – Polen                                 | 1 – 0                                             | UEFA Nations League 2020/21                       |                                                   |
| 64.                                               | 7 september 2020                                  | Nederland – Italië                                | 0 – 1                                             | UEFA Nations League 2020/21                       |                                                   |
| 65.                                               | 7 oktober 2020                                    | Nederland – Mexico                                | 0 – 1                                             | Vriendschappelijk                                 |                                                   |
| 66.                                               | 11 oktober 2020                                   | Bosnië en Herzegovina – Nederland                 | 0 – 0                                             | UEFA Nations League 2020/21                       |                                                   |
| 67.                                               | 14 oktober 2020                                   | Italië – Nederland                                | 1 – 1                                             | UEFA Nations League 2020/21                       |                                                   |
| 68.                                               | 11 november 2020                                  | Nederland – Spanje                                | 1 – 1                                             | Vriendschappelijk                                 |                                                   |
| 69.                                               | 15 november 2020                                  | Nederland – Bosnië en Herzegovina                 | 3 – 1                                             | UEFA Nations League 2020/21                       | 6' 13'                                            |
| 70.                                               | 18 november 2020                                  | Polen – Nederland                                 | 1 – 2                                             | UEFA Nations League 2020/21                       | 84'                                               |
| 71.                                               | 24 maart 2021                                     | Turkije – Nederland                               | 4 – 2                                             | Kwalificatie WK 2022                              |                                                   |
| 72.                                               | 27 maart 2021                                     | Nederland – Letland                               | 2 – 0                                             | Kwalificatie WK 2022                              |                                                   |
| 73.                                               | 30 maart 2021                                     | Gibraltar – Nederland                             | 0 – 7                                             | Kwalificatie WK 2022                              | 62'                                               |
| 74.                                               | 2 juni 2021                                       | Nederland – Schotland                             | 2 – 2                                             | Vriendschappelijk                                 |                                                   |
| 75.                                               | 6 juni 2021                                       | Nederland – Georgië                               | 3 – 0                                             | Vriendschappelijk                                 |                                                   |
| 76.                                               | 13 juni 2021                                      | Nederland – Oekraïne                              | 3 – 2                                             | Groepsfase EK 2020                                | 52'                                               |
| 77.                                               | 17 juni 2021                                      | Nederland – Oostenrijk                            | 2 – 0                                             | Groepsfase EK 2020                                |                                                   |
| 78.                                               | 21 juni 2021                                      | Noord-Macedonië – Nederland                       | 0 – 3                                             | Groepsfase EK 2020                                | 51' 58'                                           |
| 79.                                               | 27 juni 2021                                      | Nederland – Tsjechië                              | 0 – 2                                             | Achtste Finale EK 2020                            |                                                   |
| Als speler bij Paris Saint-Germain                | Als speler bij Paris Saint-Germain                | Als speler bij Paris Saint-Germain                | Als speler bij Paris Saint-Germain                | Als speler bij Paris Saint-Germain                | 1                                                 |
| 80.                                               | 1 september 2021                                  | Noorwegen – Nederland                             | 1 – 1                                             | Kwalificatie WK 2022                              |                                                   |
| 81.                                               | 4 september 2021                                  | Nederland – Montenegro                            | 4 – 0                                             | Kwalificatie WK 2022                              | 70'                                               |
| 82.                                               | 7 september 2021                                  | Nederland – Turkije                               | 6 – 1                                             | Kwalificatie WK 2022                              |                                                   |
| 83.                                               | 11 oktober 2021                                   | Nederland – Gibraltar                             | 6 – 0                                             | Kwalificatie WK 2022                              |                                                   |
| 84.                                               | 13 november 2021                                  | Montenegro – Nederland                            | 2 – 2                                             | Kwalificatie WK 2022                              |                                                   |
| 85.                                               | 16 november 2021                                  | Nederland – Noorwegen                             | 2 – 0                                             | Kwalificatie WK 2022                              |                                                   |
| 86.                                               | 29 maart 2022                                     | Nederland – Duitsland                             | 1 – 1                                             | Vriendschappelijk                                 |                                                   |
| Als speler bij AS Roma                            | Als speler bij AS Roma                            | Als speler bij AS Roma                            | Als speler bij AS Roma                            | Als speler bij AS Roma                            | 1                                                 |
| 87.                                               | 24 maart 2023                                     | Frankrijk – Nederland                             | 4 – 0                                             | Kwalificatie EK 2024                              |                                                   |
| 88.                                               | 27 maart 2023                                     | Nederland – Gibraltar                             | 3 – 0                                             | Kwalificatie EK 2024                              |                                                   |
| 89.                                               | 14 juni 2023                                      | Nederland – Kroatië                               | 2 – 4                                             | UEFA Nations League 2022/23                       |                                                   |
| 90.                                               | 18 juni 2023                                      | Nederland – Italië                                | 2 – 3                                             | UEFA Nations League 2022/23                       | 89'                                               |
| Als speler bij Al-Ettifaq                         | Als speler bij Al-Ettifaq                         | Als speler bij Al-Ettifaq                         | Als speler bij Al-Ettifaq                         | Als speler bij Al-Ettifaq                         | 1                                                 |
| 91.                                               | 22 maart 2024                                     | Nederland – Schotland                             | 4 – 0                                             | Vriendschappelijk                                 | 72'                                               |
| 92.                                               | 6 juni 2024                                       | Nederland – Canada                                | 4 – 0                                             | Vriendschappelijk                                 |                                                   |
| 93.                                               | 10 juni 2024                                      | Nederland – IJsland                               | 4 – 0                                             | Vriendschappelijk                                 |                                                   |
| 94.                                               | 16 juni 2024                                      | Polen – Nederland                                 | 1 – 2                                             | Groepsfase EK 2024                                |                                                   |
| 95.                                               | 21 juni 2024                                      | Nederland – Frankrijk                             | 0 – 0                                             | Groepsfase EK 2024                                |                                                   |
| 96.                                               | 25 juni 2024                                      | Nederland – Oostenrijk                            | 2 – 3                                             | Groepsfase EK 2024                                |                                                   |

Bijgewerkt t/m 16 juni 2024

## Erelijst
Feyenoord
- KNVB beker: 2007/08

 PSV
- Eredivisie: 2014/15
- KNVB beker: 2011/12
- Johan Cruijff Schaal: 2012

 Liverpool
- UEFA Champions League: 2018/19
- UEFA Super Cup: 2019
- FIFA Club World Cup: 2019
- Premier League: 2019/20

 Paris Saint-Germain
- Ligue 1: 2021/22

Individueel
- Nederlands Voetballer van het Jaar: 2014/15
- UEFA Champions League Elftal van het Seizoen: 2018/19
- UEFA Nations League Team van het Toernooi: 2018/19
- Rotterdams Talent van het Jaar: 2007

## Privé
Wijnaldum volgde het vmbo aan het Thorbecke College in Rotterdam. In zijn jeugd voerde hij lange tijd de naam Boateng, naar die van de toenmalige man van zijn moeder. Later nam hij zijn moeders naam aan.